# 아우디 TT
아우디 TT(Audi TT)는 아우디의 전륜구동 기반 쿠페 및 로드스터다. 차명인 TT는 영국의 맨 섬에서 매년 6월에 개최되는 모터사이클 경주인 투어리스트 트로피(Tourist Trophy)에서 유래됐다.
헝가리 죄르 현지공장에서 생산했다.

## 1세대(8N)

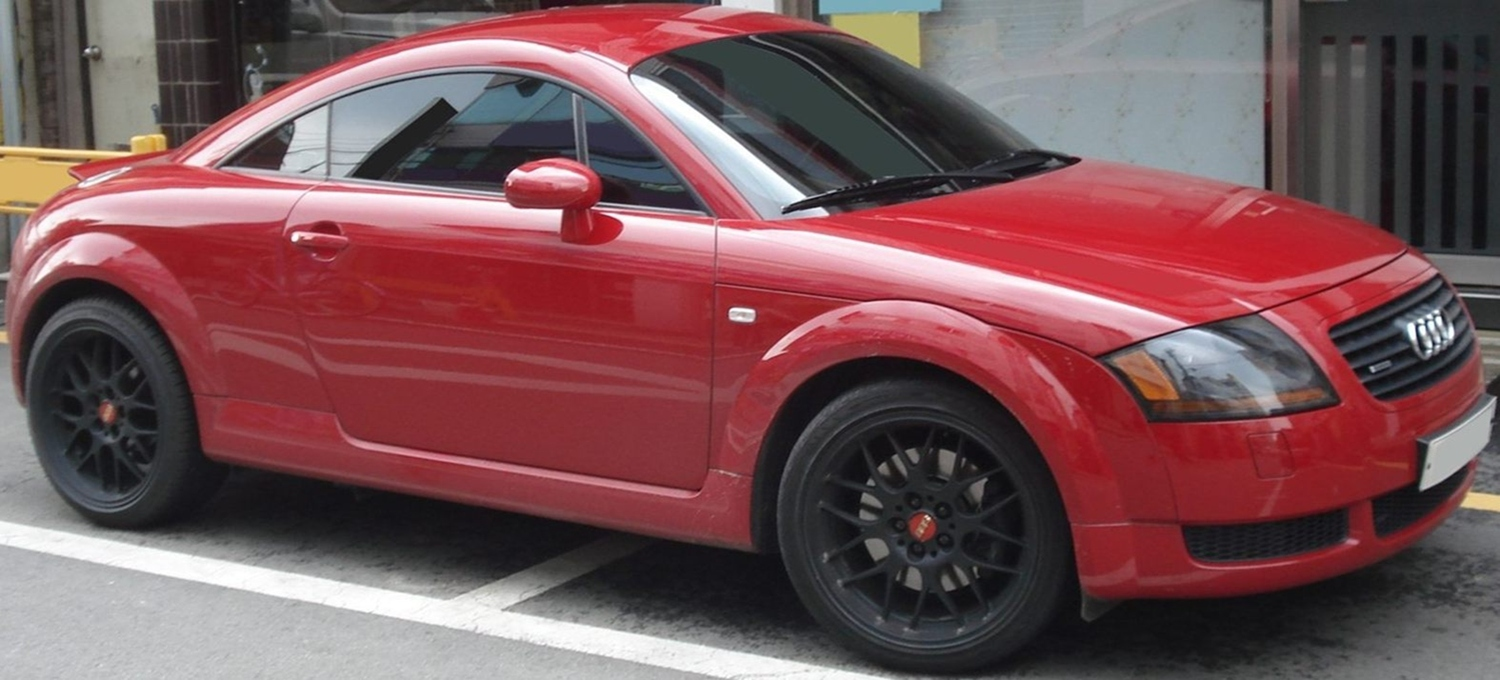
아우디 TT(쿠페 전기형) 정측면

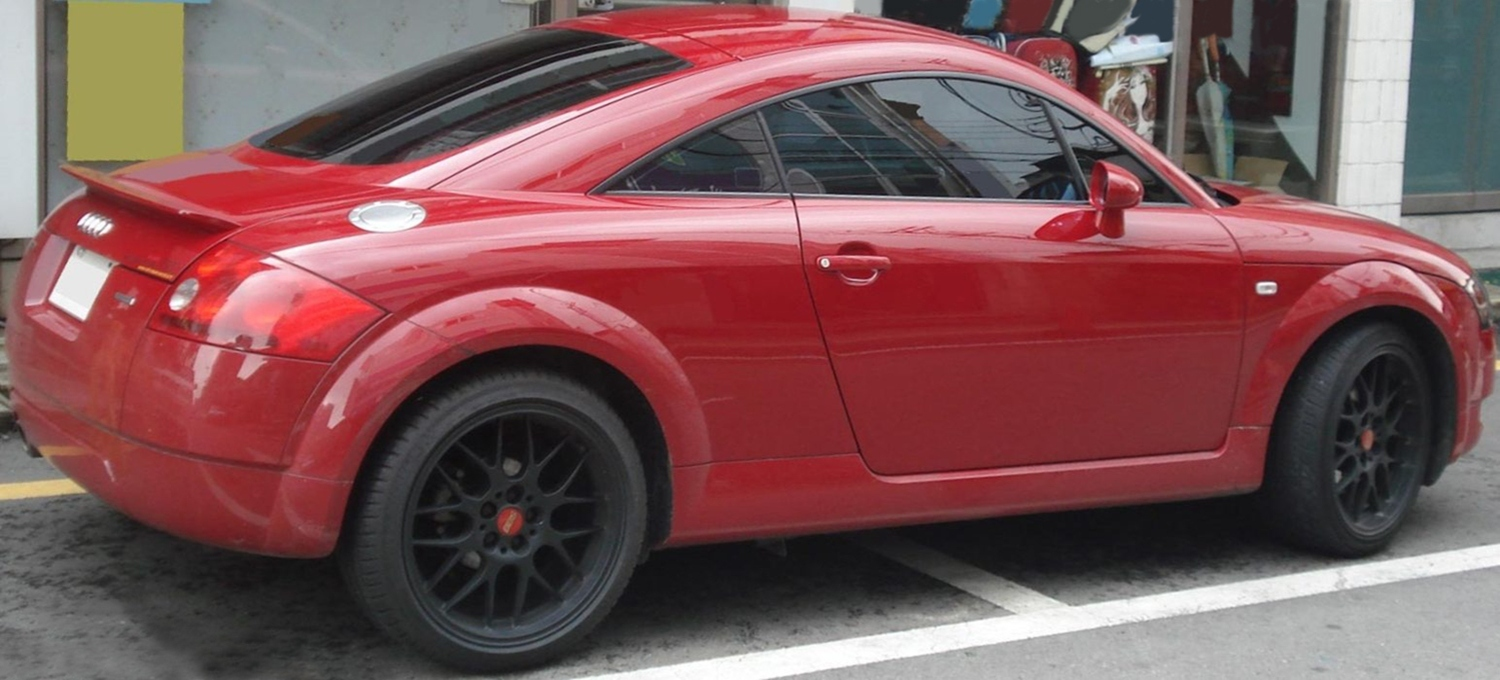
아우디 TT(쿠페 전기형) 후측면

아우디가 1995년에 개최된 프랑크푸르트 모터쇼에서 발표한 TT 디자인 스터디(컨셉트 카)가 양산형에 거의 그대로 이어졌다. 피터 슈라이어가 주도한 대표작 중 하나로 꼽히며, 원과 돔을 모티브로 채용한 익스테리어 디자인은 간결한 느낌을 추구했다. 바우하우스에 근거한 TT의 디자인의 방향성은 이후 아우디의 다른 차종에 반영되었을 뿐만 아니라 타사의 디자인에도 영향을 미치고 있다. 1998년에 쿠페가 먼저 선보였고, 1999년에는 전동식 소프트 탑을 갖춘 로드스터가 추가됐다. 인테리어에서 알루미늄 부품을 사용해 질감을 높이는 등 프리미엄 스포츠를 느낄 수 있도록 했다. 쿠페의 뒷좌석은 매우 좁은 대신에 등받이를 접어서 트렁크를 넓힐 수 있다.

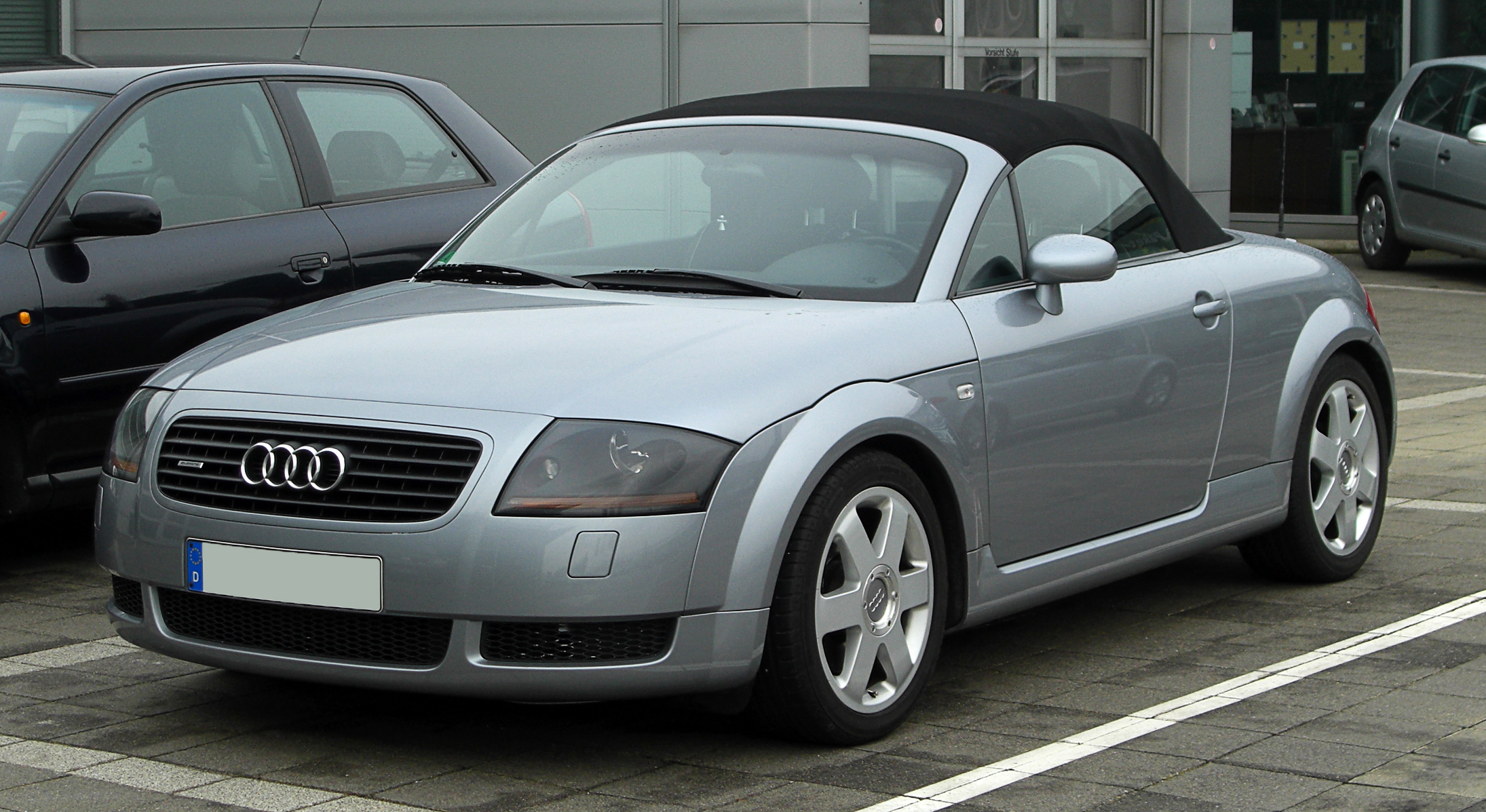
아우디 TT(로드스터 후기형) 정측면
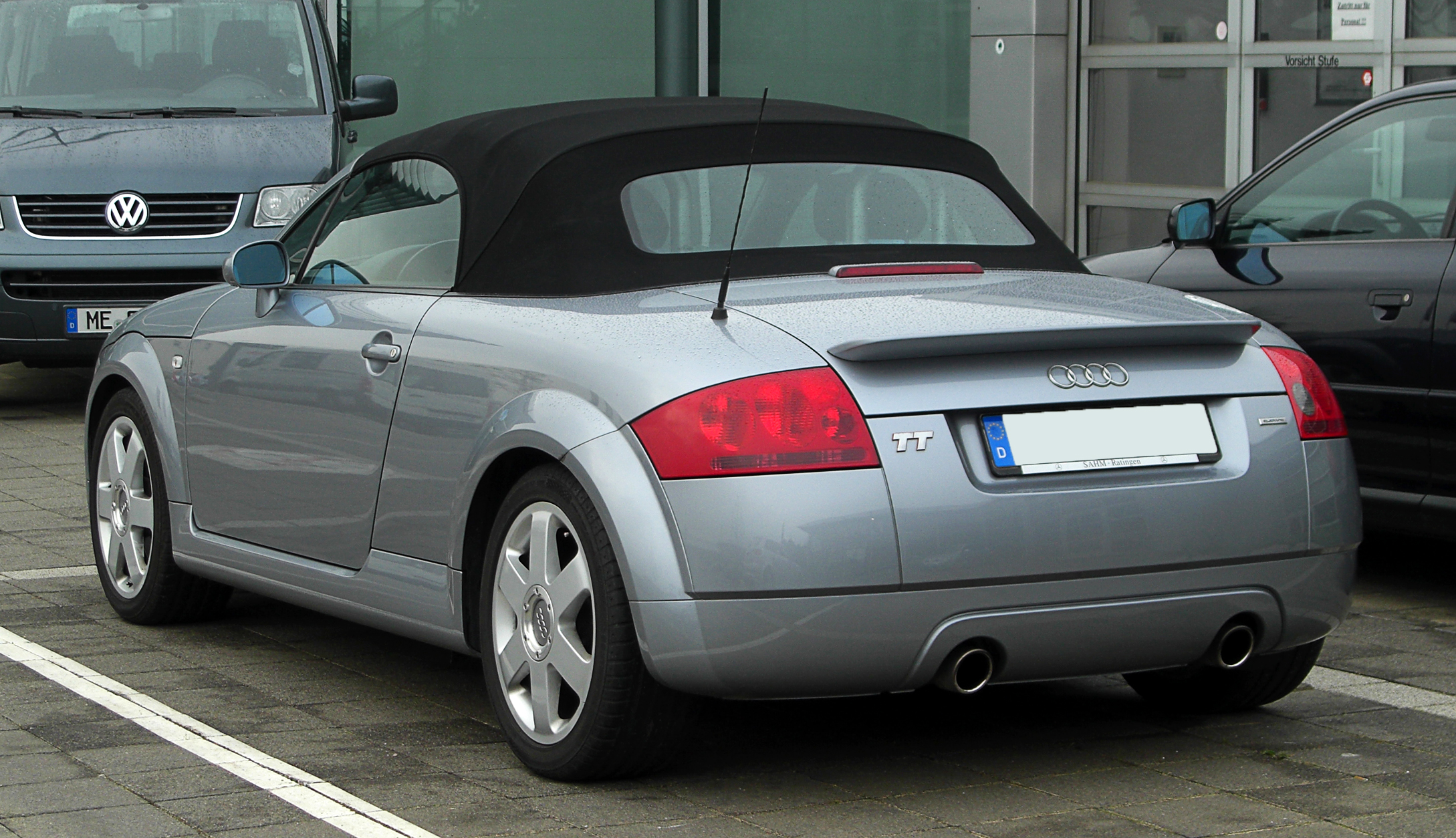
아우디 TT(로드스터 후기형) 후측면

## 2세대(8J)

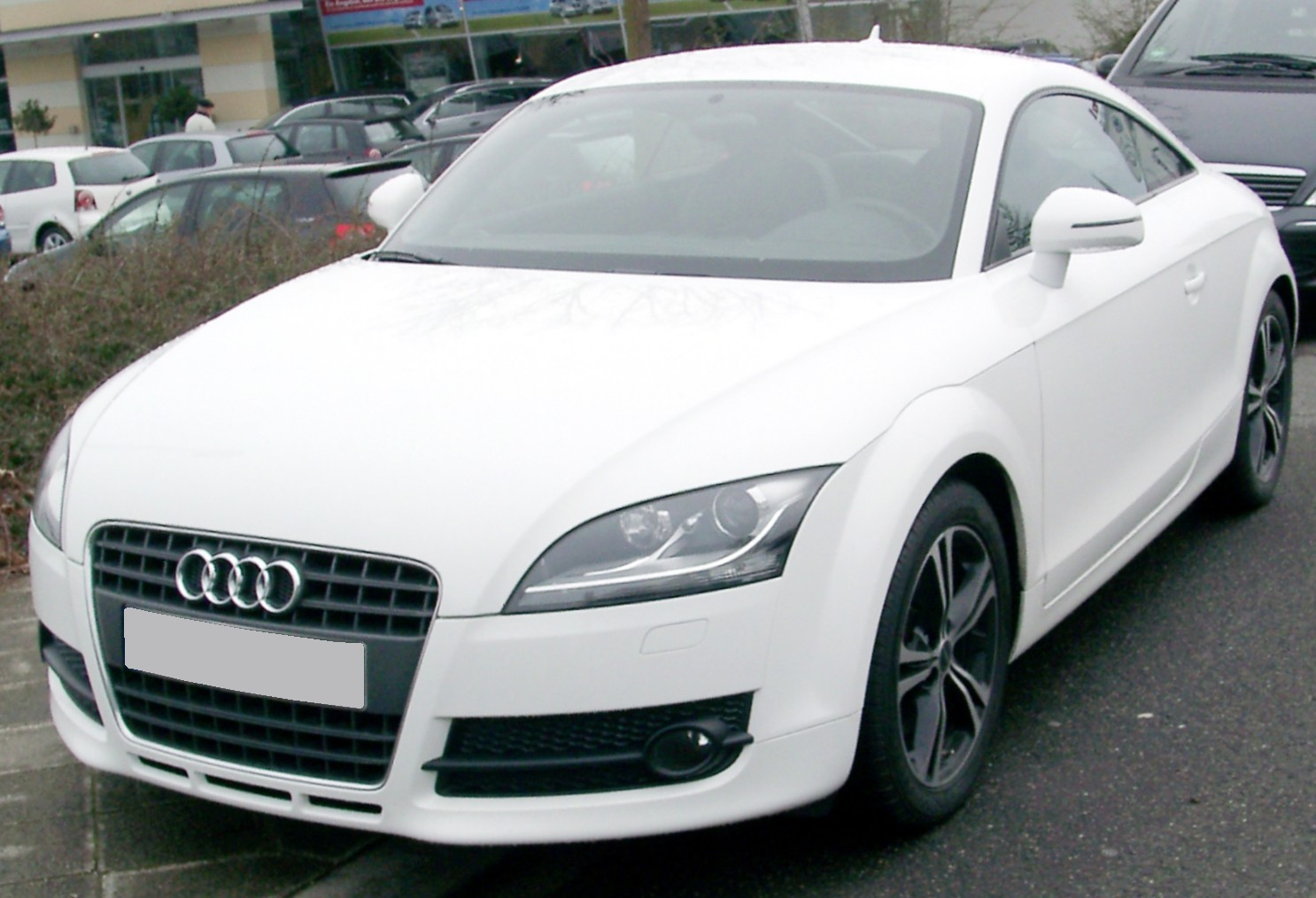
아우디 TT(쿠페 전기형) 정측면

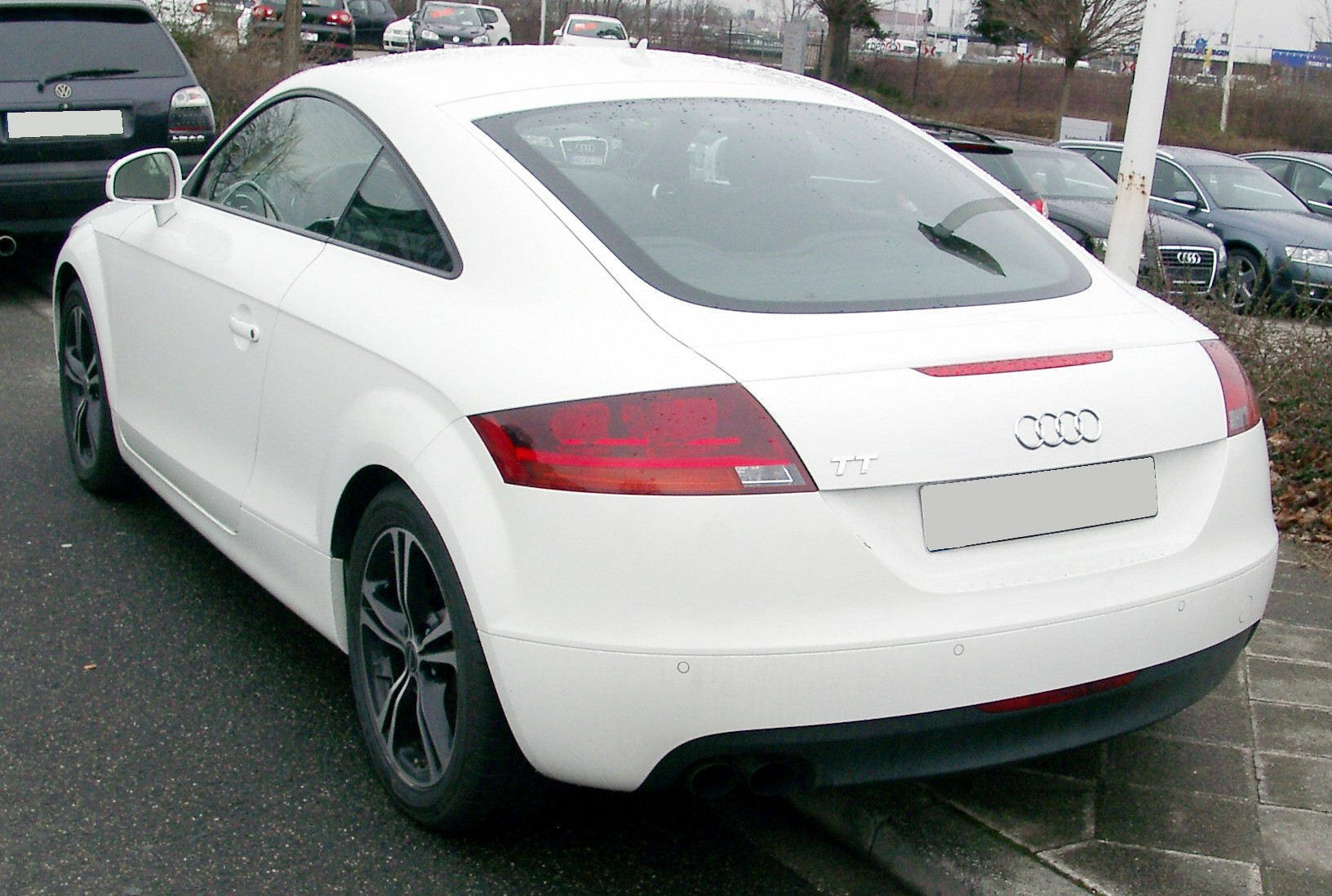
아우디 TT(쿠페 전기형) 후측면

2006년에 선보였다. 풀 모델 체인지가 되었지만 익스테리어는 1세대 TT의 이미지를 계승하며, 2000년대 들어 아우디의 특징이 된 싱글 프레임 라디에이터 그릴을 도입한 역동감 넘치는 디자인으로 탈바꿈했다. 모노코크 프레임의 69%를 알루미늄으로 만들어 무게를 줄이고, 31%은 스틸로 만들어 뒤쪽에 집중시켜 고속 주행시에도 안정성을 높였다. 1세대 TT에서는 비용 때문에 달 수 없었던 팝 업 방식의 리어 스포일러를 달았다. 아우디 차종 중 최초로 댐퍼 감쇠력을 빠르게 제어하는 마그네틱 라이드 컨트롤이 달려 안락한 승차감과 스포티한 주행을 선사할 수 있게 했다. 디젤과 고성능 버전인 TTS와 초고성능 버전인 TT RS도 2세대 TT에서 처음 추가됐다.

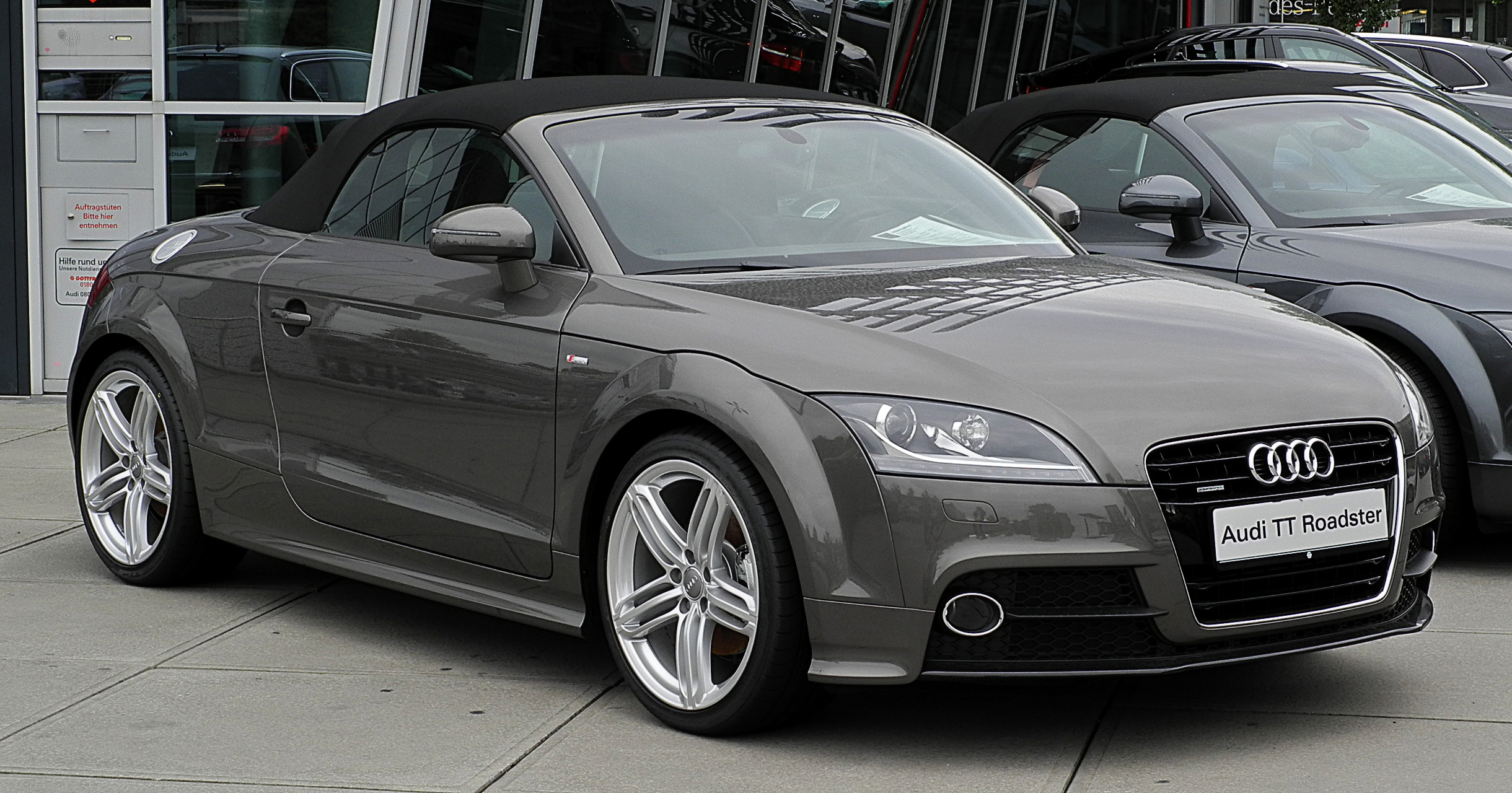
아우디 TT(로드스터 후기형) 정측면
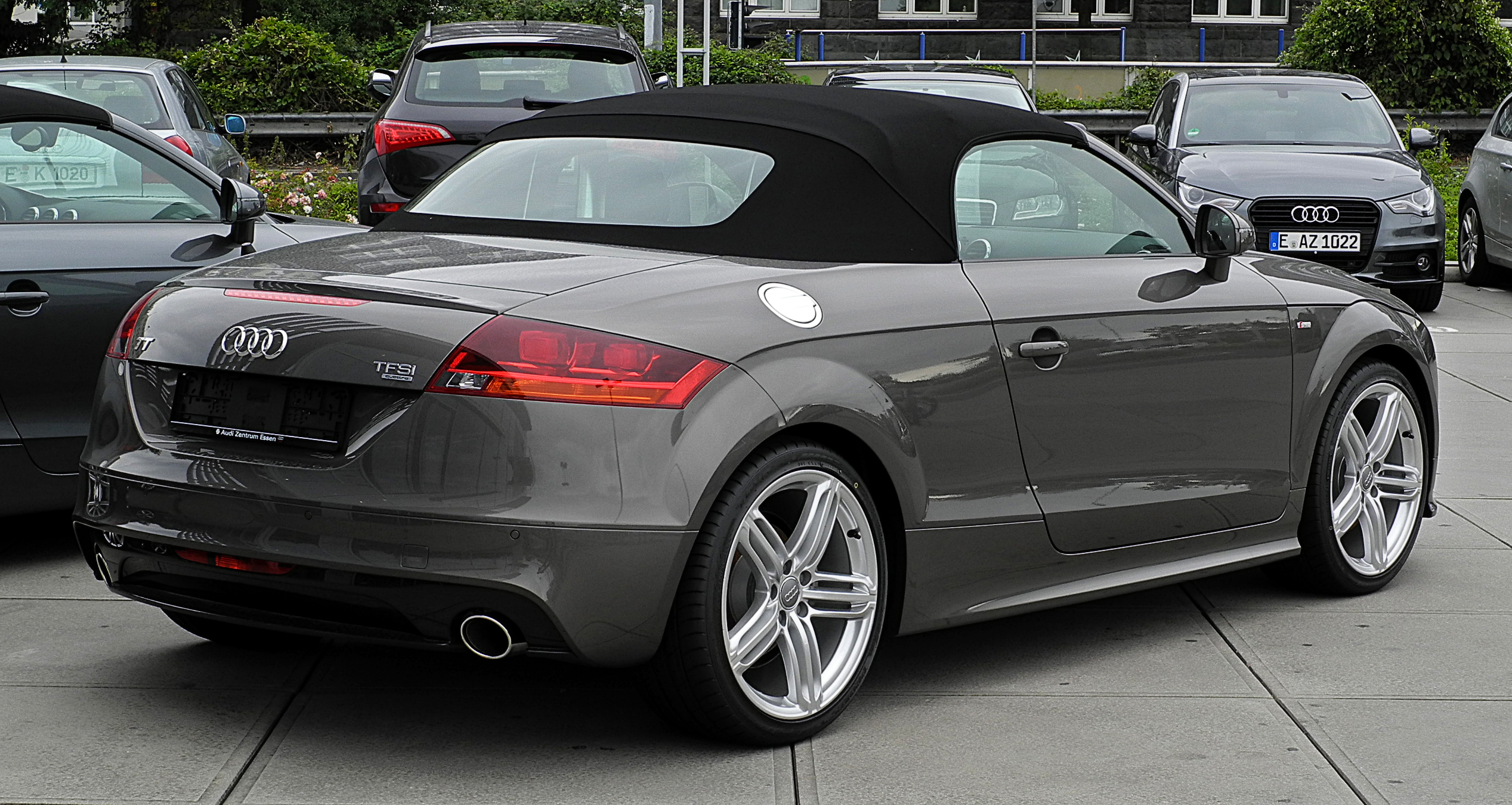
아우디 TT(로드스터 후기형) 후측면

## 3세대(8S)

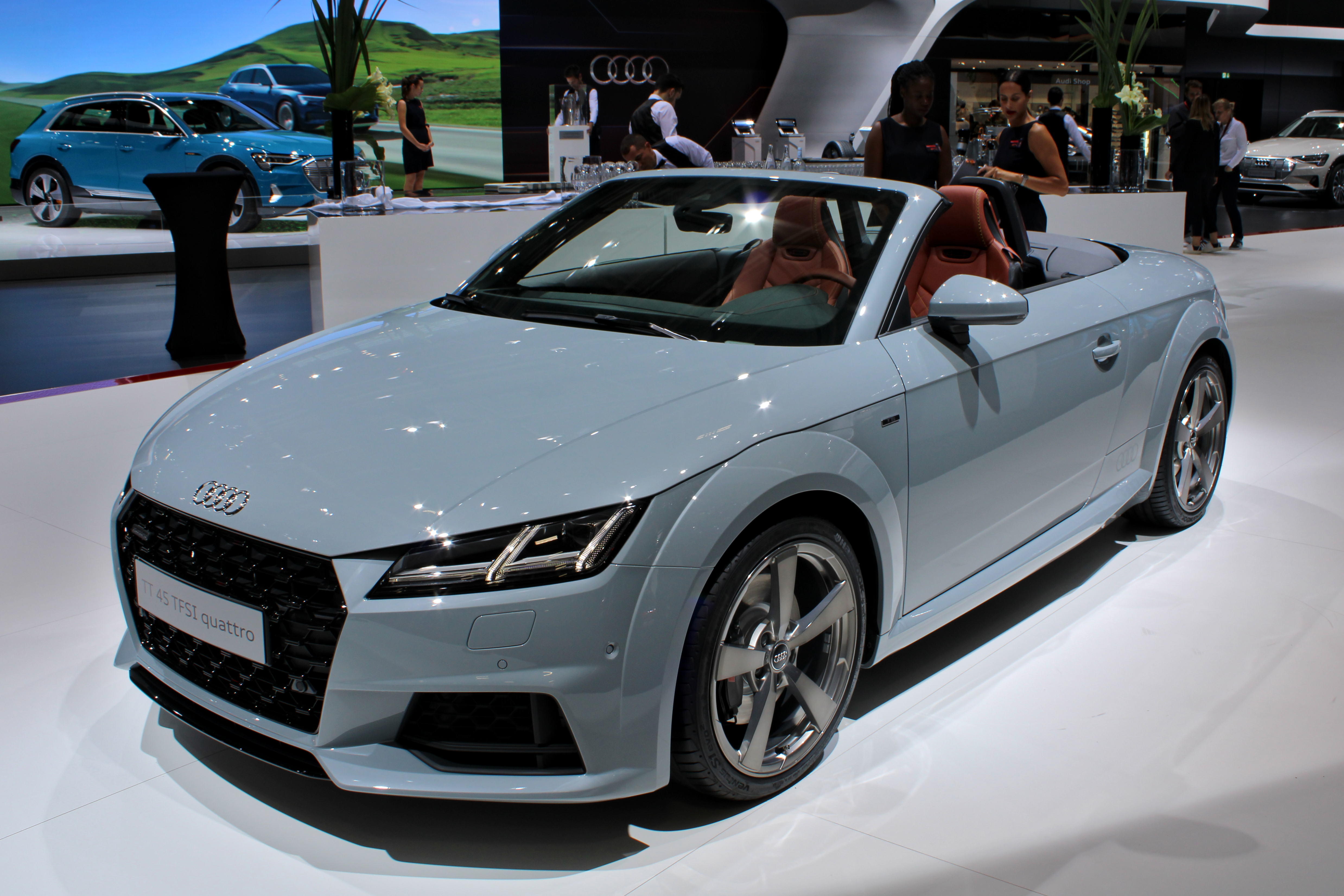
아우디 TT(쿠페) 정측면

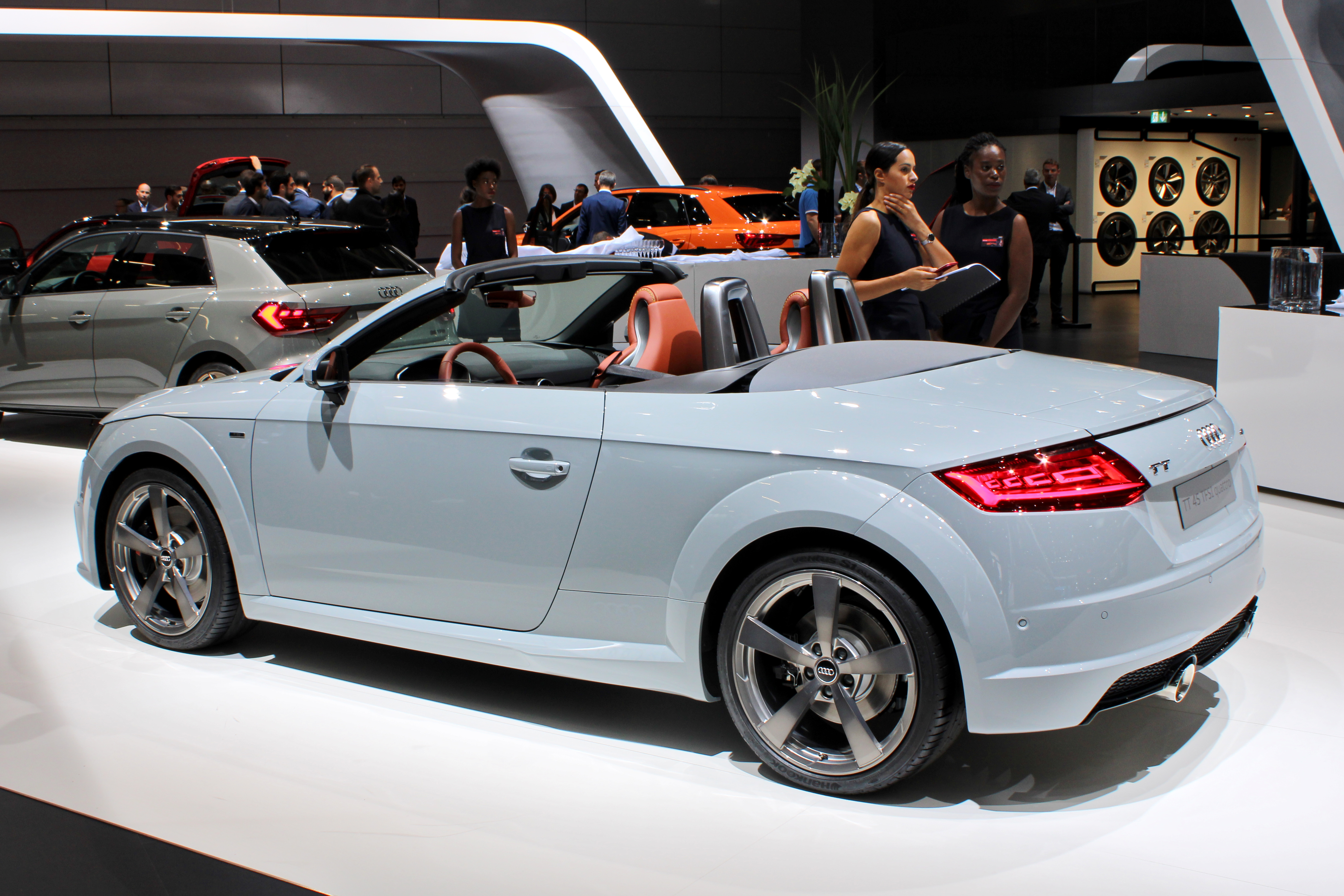
아우디 TT(쿠페) 후측면

2014년에 선보였다. 형상을 바꾼 헥사고날 라디에이터 그릴과 12발의 LED로 구성된 매트릭스 LED 헤드 램프가 적용되었고, 라디에이터 그릴 안에 있던 아우디 엠블렘이 본넷 위로 위치를 옮겨졌다. 중앙 디스플레이를 없애고, 12.3인치의 TFT 디스플레이가 운전대 뒤에 장착되어 버추얼 콕핏을 구현했다. 버추얼 콕핏은 인포테인먼트 디스플레이와 클러스터를 합친 것으로, 이를 통해 운전자는 센터페시아에 있는 대부분의 기능들을 운전대의 리모컨과 계기판으로 조작할 수 있다. 2018년과 2021년에 각각 페이스리프트를 거쳤다.
2023년 11월 10일에 죄르 현지공장에서 단산됐으며, 후속 모델 없이 단종됐다.